# Estadio Pino Zaccheria
El Estadio Pino Zaccheria es un estadio de fútbol ubicado en la ciudad de Foggia, región de Apulia, Italia. El estadio inaugurado en 1925, posee una capacidad para 25.000 personas y es la sede del Calcio Foggia 1920 de la Serie B Italiana.
Desde 1946 el estadio debe su nombre a Pino Zaccheria, un valiente teniente y atleta de Foggia, y pionero del baloncesto local, que perdió la vida durante la guerra greco-italiana en Tirana el 4 de abril de 1941.

## Historia
En noviembre de 1924, la ciudad decidió construir un nuevo estadio. El 22 de noviembre de 1925 se inauguró la nueva instalación con la tribuna de madera de Via Ascoli. El 18 de marzo de 1931 se inició la construcción de una tribuna con 1.500 asientos. La inauguración de la tribuna, que costó 400.000 libras, tuvo lugar el 28 de octubre de 1932. En 1937, la grada de madera fue sustituida por una de hormigón. Una pista de atletismo se inauguró el 30 de abril de 1938. En 1950 se ampliaron las gradas para los espectadores y se renovaron los vestuarios y las duchas.
En 1964, el Unione Sportiva Foggia ascendió a la Serie A, la máxima liga italiana. Esto se aprovechó como una oportunidad para ampliar el estadio. Se eliminó la pista de atletismo y se ampliaron las instalaciones para dar cabida a más de 20.000 espectadores. Diez años más tarde se construyó la tribuna este; que tiene capacidad para 7.121 aficionados. En el año 1980 se reconstruyeron las gradas de la portería trasera. La curva norte ofrece 5846 asientos y la curva sur 5871 asientos. En 1985 se instalaron nuevos reflectores y se sustituyó el césped del campo. El 22 de septiembre de 1991 se inauguró la nueva tribuna oeste cubierta con espacio para 6.247 espectadores. En 1998 el estadio fue equipado totalmente con asientos individuales.

### Partidos internacionales
El estadio Pino Zaccheria albergó un partido de la selección italiana de fútbol, válido para la clasificación para la Eurocopa 1992 y disputado el 21 de diciembre de 1991 contra Chipre, que finalizó con un resultado de 2-0 a favor del cuadro local.
Albergó también cinco partidos válidos por el torneo de fútbol de los Juegos Mediterráneos de 1997 organizados en la ciudad de Bari.

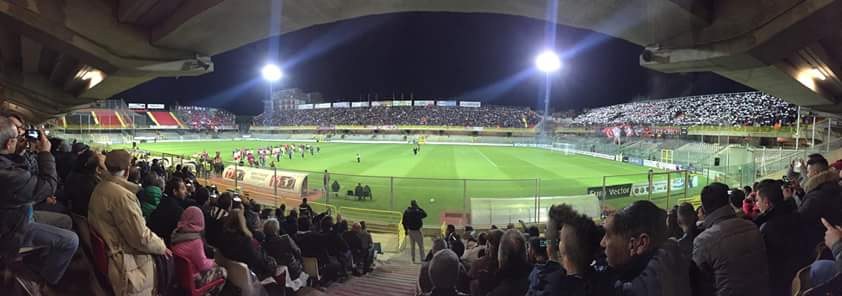
Panorámica del estadio.